# Šojka
Šojka (šojka kreštalica, kreštalica, kreja; lat. Garrulus glandarius) vrsta je ptica iz porodice vrana (Corvidae), reda vrapčarki (Passeriformes) i podreda ptica pjevica. 

## Opis
Šojka kreštalica crvenkastosive je boje, s modrim perjem na krilu. Naraste do 34 cm a teži do 170 grama. Šojka se hrani sitnim kukcima i paucima, a ponekad i drugim beskralježnjacima. Hrani zatim i žirevima, sjemenjem bukve, kupinama, jajima, miševima i sl.
Gnijezdi se od travnja do svibnja u gnijezdima na drveću koja napravi od šiblja, obloženo slamkama i vlaknima korijenja, a na jajima (5 – 6 komada) sjedi 16 – 18 dana.
Zanimljivo je da ova ptica ne zna hodati, nego se po tlu kreće samo skakutanjem. Za nju se kaže da uništva mlade ptice i jaja drugih ptica. Svoje ime, kreštalica, dobila je po svom upornom kreštavom glasanju kojim upozorava na opasnost od grabežljivaca kao što su lisice, pa i lovaca.

## Rasprostranjenost
Šojke žive u zapadnoj Europi, dijelovima sjeverne Afrike, na sjeveru Izraela i u Maloj Aziji. Žive i u planinskim predjelima Irana i Irak. Sjeverno od Crnog mora i dijelovima Narodne Republike Kine. Stanište su joj miješane šume s gustim šibljem, parkovi i vrtovi.

## Vanjske poveznice
- Šojka Hrvatska enciklopedija